# Màxima Faustina
Màxima Faustina, en llatí Maxima Faustina, fou la tercera muller de Constanci II amb el qual es va casar a Antioquia l'any 360, no molt abans de la mort de l'emperador. Mort ja Constanci va néixer una filla de nom Flàvia Màxima Constància que fou promesa a Flavi Gracià i amb el que després es va casar. No se'n sap res de la vida d'aquesta Faustina, però apareix més endavant junt amb la seva filla donant suport a la revolta de Procopi, que les mostrava a les seves tropes per animar els soldats a lluitar per una dinastia coneguda.